# Estação El Putxet
El Putxet (Metro de Barcelona) é uma estação que atende a  Linha 7 do Metro de Barcelona.

## História
Entrou em funcionamento em 1953.
Até 1980 a estação era chamada de "Núñez de Arce".

## Facilidades
- acesso a telefone celular;
- Barcelona;  Espanha,  Catalunha.